# Zhuliu
Zhuliu (kinesiska: 朱刘街道, 朱刘) är en socken i Kina. Den ligger i provinsen Shandong, i den östra delen av landet, omkring 170 kilometer öster om provinshuvudstaden Jinan. Antalet invånare är 33 925. Befolkningen består av 16 657 kvinnor och 17 268 män. Barn under 15 år utgör 14,0 %, vuxna 15-64 år 75 %, och äldre över 65 år 10,0 %.
Genomsnittlig årsnederbörd är 733 millimeter. Den regnigaste månaden är juli, med i genomsnitt 262 mm nederbörd, och den torraste är januari, med 9 mm nederbörd.